# Marek Kępa
Marek Kępa (ur. 10 kwietnia 1959 w Polanówce) – polski żużlowiec.
Licencję żużlową zdobył w 1976 roku. W rozgrywkach z cyklu Drużynowych Mistrzostw Polski startował w latach 1977–1996, reprezentując kluby Motoru Lublin (1977–1983, 1985–1992, 1994–1995), Startu Gniezno (1984), Polonii Bydgoszcz (1993) oraz Stali Rzeszów (1996). Dwukrotnie zdobył srebrne medale Drużynowych Mistrzostw Polski (1991, 1993), był również zdobywcą srebrnego medalu Drużynowego Pucharu Polski (1994).
Trzykrotnie (1979, 1980, 1981) startował w finałach Młodzieżowych Indywidualnych Mistrzostw Polski, największy sukces odnosząc w 1981 r. w Zielonej Górze, gdzie zdobył srebrny medal. Był również dwukrotnym uczestnikiem finałów Indywidualnych Mistrzostw Świata Juniorów (Leningrad 1979 – X m., Pocking 1980 – VI m.). W 1980 r. zajął II m. w rozegranym w Zielonej Górze turnieju o "Srebrny Kask", oprócz tego dwukrotnie stawał na podium turniejów o "Brązowy Kask" (Częstochowa 1979 – II m., Opole 1980 – I m.).
Czterokrotnie (1980, 1982, 1986, 1992) awansował do finałów Indywidualnych Mistrzostw Polski, najlepszy wynik osiągając w 1982 r. w Zielonej Górze, gdzie zajął VII miejsce. Był również ośmiokrotnym finalistą turniejów o "Złoty Kask" (najlepszy wynik: 1980 – III m.). Do innych jego indywidualnych sukcesów należały m.in. III m. w Memoriale Alfreda Smoczyka (Leszno 1980), III m. w Memoriale im. Eugeniusza Nazimka (Rzeszów 1983) oraz I m. (1991) i III m. (1994) w Memoriałach im. Bronisława Idzikowskiego i Marka Czernego w Częstochowie.
Kilkukrotnie startował w eliminacjach Indywidualnych Mistrzostw Świata, dwukrotnie awansując do finałów kontynentalnych (Praga 1981 – VIII m., Leszno 1982 – XII m.).
Po zakończeniu kariery zawodniczej zajął się prowadzeniem własnej firmy motoryzacyjnej. Wspólnie z żoną Elżbietą zarządzają przedsiębiorstwem "Kępa Auto-Centrum", mieszczącym się w Lublinie.
Jego stryjem był Stefan Kępa, również żużlowiec.